# Tyrannochthonius archeri
Espèce
Tyrannochthonius archeri est une espèce de pseudoscorpions de la famille des Chthoniidae.

## Distribution
Cette espèce est endémique d'Alabama aux États-Unis,. Elle se rencontre dans la grotte Cave Spring Cave dans le comté de Morgan.

## Description
La femelle holotype mesure 1,84 mm.

## Étymologie
Cette espèce est nommée en l'honneur d'Allan Frost Archer.

## Publication originale
- Muchmore & Chamberlin, 1995 : The genus Tyrannochthonius in the eastern United States (Pseudoscorpionida: Chthoniidae). Part I. The historical taxa. Insecta Mundi, vol. 9, p. 249-257 (texte intégral) rédigé par Muchmore à partir d'un manuscrit de Chamberlin (1898-1962).